# Wołodymyr Ochrymowycz
Wołodymyr Ochrymowycz, ukr. Володимир Юліанович Охримович (ur. 27 maja 1870 w Wełdirzu, zm. 1931 we Lwowie) – ukraiński działacz społeczny i polityczny, dziennikarz, prawnik.
Od 1899 działacz Towarzystwa Naukowego im. Szewczenki і przewodniczący Komisji Statystycznej Towarzystwa, członek korespondent Rosyjskiej Akademii Nauk, profesor prawa i dziekan Wydziału Prawniczego Tajnego Uniwersytetu Ukraińskiego.
Działacz Ukraińskiej Partii Radykalnej (URP), jeden z założycieli Ukraińskiej Partii Narodowo-Demokratycznej, współpracownik gazet „Narod” (1890) і „Żyttja i Słowo” (1895).
Od 1902 był kilkakrotnie głównym redaktorem gazety „Diło”. Wprowadził zapis fonetyczny języka ukraińskiego w miejsce zapisu etymologicznego.
Na początku 1903 przeniósł się do Zaleszczyk, gdzie otworzył kancelarię adwokacką. W latach 1907–1908 był posłem do parlamentu austriackiego. Po zajęciu Galicji przez wojska rosyjskie w 1914 został aresztowany jako zakładnik i wywieziony na Syberię, gdzie przebywał w latach 1915–1917.
W latach 1918–1919 członek Ukraińskiej Rady Narodowej, od 1923 przewodniczący Ukraińskiej Ludowej Partii Pracy, od 1925 w UNDO.
Autor prac z dziedziny statystyki, etnologii, etnografii, językoznawstwa i antoponikiki, wydanych w języku rosyjskim i ukraińskim.

## Literatura
- Тернопільський Юрій Л. Українська преса з перспективи 150-ліття. Джерсі-Сіті: Спілка українських журналістів Америки, 1974. (ukr.)
- Франко З. Т. Охримович Володимир Юліанович. [W:] Українська мова: Енциклопедія. К.: Українська енциклопедія, 2000, s. 415. ISBN 966-7492-07-9. (ukr.)